# Cryptophagus setulosus
Cryptophagus setulosus är en skalbaggsart som beskrevs av Sturm 1845. Cryptophagus setulosus ingår i släktet Cryptophagus, och familjen fuktbaggar. Arten är reproducerande i Sverige.